# (4300) Marg Edmondson
Pour les articles homonymes, voir Edmondson.
(4300) Marg Edmondson est un astéroïde de la ceinture principale.

## Description
(4300) Marg Edmondson est un astéroïde de la ceinture principale. Il fut découvert le 18 septembre 1955 à Brooklyn par Indiana University. Il présente une orbite caractérisée par un demi-grand axe de 2,33 UA, une excentricité de 0,10 et une inclinaison de 3,8° par rapport à l'écliptique.

## Compléments